# Avanguardia Nazionale

Avanguardia Nazionales flagga

Avanguardia Nazionale (AN) var en italiensk nyfascistisk terrororganisation som grundades 1960 av Stefano Delle Chiaie (1936-2019). Avanguardia Nazionale var i likhet med Ordine Nuovo en skapelse av utbrytare från MSI. Delle Chiaie ansåg att MSI var alltför integrerat i ett dödsdömt demokratiskt system och lämnade därför partiet samtidigt med Pino Rauti. Som symbol använde Avanguardia Nazionale odalrunan.
AN blev tillfälligt utan ledare och upplöstes i praktiken 21 december 1969, då Delle Chiaie valde att fly till Sydamerika efter att ha blivit förhörd som misstänkt för delaktighet i bombdådet på Piazza Fontana. Han greps först 23 mars 1987 i Caracas. Redan 1970 hade AN återhämtat sig till den grad att man natten 7-8 december kunde delta i det av Junio Valerio Borghese organiserade och ledda statskuppsförsök som gått till historien under namnet "Golpe Borghese". I det fullständigt misslyckade kuppförsöket deltog förutom Borgheses Fronte Nazionale även medlemmar av AN, Ordine Nuovo och Europa civiltà.
Efter att Ordine Nuovo 1973 förklarats som en olaglig organisation, inleddes en rättslig process även mot AN för samma brott: försök att återskapa Nationella fascistpartiet. Delle Chiaie som i hemlighet tillfälligt återkommit till Italien deltog i september 1975 i ett möte tillsammans med ledande medlemmar av AN och Ordine Nuovo, bland andra Ordine Nuovos militäre ledare Pier Luigi Concutelli och AN:s nye ordförande Adriano Tilgher. Mötets syfte var att utröna hur de två organisationerna i samarbete skulle kunna genomföra en attack mot staten. Mötets första konkreta resultat blev mordet på åklagaren Vittorio Occorsio i Rom 10 juli 1976, för vilket dåd Concutelli 1978 dömdes till livstids fängelse. På längre sikt ledde samarbetet till bildandet av en helt ny organisation: Ordine nero, och till skapandet av hemliga paramilitära träningsläger, där unga nyfascister utbildades i gerillakrigföring, vapen- och sprängämneshantering och närstridsteknik.
Avanguardia Nazionale upplöstes formellt genom ett domstolsbeslut 1976. Före detta medlemmar har på 2010-talet anklagats för att försöka återuppliva organisationen i Brescia men de har inte åstadkommit mycket mer än nostalgiska återträffar vid middagsbordet.